# Eleição municipal de Pelotas em 2024
As eleições municipais de Pelotas em 2024 ocorreram nos dias 6 (primeiro turno) e no dia 27 de outubro (segundo turno) onde foram eleitos prefeito, vice-prefeito e 21 vereadores para a Câmara Municipal de Pelotas. A prefeita titular era Paula Mascarenhas (PSDB), que estava em seu segundo mandato à frente do executivo municipal e, devido à legislação eleitoral, está impedida de disputar a reeleição. Seu candidato à sucessão, Fernando Estima (PSDB) encerrou o primeiro turno em 3.º lugar, falhando em atingir o segundo escrutínio.
O segundo turno na cidade foi marcado por repetir a polarização nacional protagonizada por Luiz Inácio Lula da Silva e Jair Bolsonaro nas eleições gerais anteriores, em uma cidade onde Lula superou seu opositor. Fernando Marroni (PT) superou seu opositor Marciano Perondi (PL) com a menor vantagem percentual e a segunda menor vantagem absoluta (atrás apenas do pleito de 1947) na história dos pleitos democráticos na cidade.
Já as eleições legislativas foram vencidas pelos partidos situacionistas, inicialmente não coligados a nenhum dos prefeituráveis do 2.º turno, que elegeram 14 das 21 cadeiras.

## Calendário eleitoral
| Início        | Fim           | Atividades | Status    |
| ------------- | ------------- | --- | --------- |
| 7 de março    | 5 de abril    | Janela partidária para vereadores trocarem de partido visando concorrer às eleições sem perder o mandato. | Realizado |
| 6 de abril    | 6 de abril    | Data-limite para todas as legendas e federações partidárias obterem o registro dos estatutos no TSE e para todos os candidatos terem domicílio eleitoral na circunscrição em que desejam disputar as eleições com a filiação deferida pelo partido. | Realizado |
| 15 de maio    | 15 de maio    | Início da campanha de arrecadação prévia de recursos na modalidade de financiamento coletivo para pré-candidatos, sem realização de pedidos de voto e obedecendo a regras relativas à propaganda eleitoral na Internet.                             | Realizado |
| 20 de julho   | 5 de agosto   | Realização de convenções partidárias para deliberar sobre coligações e escolher candidatos às prefeituras e aos cargos de vereador. Os partidos têm até 15 de agosto para registrar os nomes na Justiça Eleitoral.                                  | Realizado |
| 16 de agosto  | 16 de agosto  | Início das campanhas eleitorais de forma igualitária, podendo qualquer publicidade ou manifestação com pedido explícito de voto antes da data ser considerada irregular e multada.                                                                  | Realizado |
| 30 de agosto  | 3 de outubro  | Veiculação da propaganda eleitoral gratuita no rádio e na televisão. | Realizado |
| 6 de outubro  | 6 de outubro  | Realização do primeiro turno das eleições municipais. | Realizado |
| 11 de outubro | 25 de outubro | Veiculação da propaganda eleitoral gratuita no rádio e na televisão para o segundo turno. | Realizado |
| 27 de outubro | 27 de outubro | Realização de um eventual segundo turno nas cidades com mais de 200 mil eleitores em que o candidato a prefeito mais votado não tenha atingido a metade mais um dos votos válidos.                                                                  | Realizado |

## Candidatos

### Quadro de candidaturas
| Prefeito(a)  | Prefeito(a)      | Prefeito(a) | Prefeito(a) | Vice-prefeito(a) | Vice-prefeito(a)  | Vice-prefeito(a) | Vice-prefeito(a) | Coligação | Número eleitoral | Cargos políticos anteriores                                                                           | Tempo de horário eleitoral |
| Candidato(a) | Candidato(a)     | Partido     | Partido     | Candidato(a)     | Candidato(a)      | Partido          | Partido          | Coligação | Número eleitoral | Cargos políticos anteriores                                                                           | Tempo de horário eleitoral |
| ------------ | ---------------- | ----------- | ----------- | ---------------- | ----------------- | ---------------- | ---------------- | --- | ---------------- | --- | -------------------------- |
|              | Reginaldo Bacci  |             | PDT         |                  | Prof. Graziela    |                  | PDT              | Sem coligação                                                                                                  | 12               | Sem cargo político anterior                                                                           | 31 segundos                |
|              | Fernando Marroni |             | PT          |                  | Dani Brizolara    |                  | PSOL             | Nova Frente Popular FE Brasil e Fed. PSOL Rede                                                                 | 13               | Deputado Federal (1999-2001; 2009-2015) Deputado Estadual (2019-2023) Prefeito de Pelotas (2001-2005) | 1 minuto e 58 segundos     |
|              | Irajá Rodrigues  |             | MDB         |                  | Danilo Rodrigues  |                  | MDB              | Sem coligação                                                                                                  | 15               | Deputado Federal (1983-1981) Prefeito de Pelotas (1977-1983 e 1993-1997)                              | 59 segundos                |
|              | Marciano Perondi |             | PL          |                  | Adriane Rodrigues |                  | PL               | Pelotas Voltando a Crescer PL e PRD                                                                            | 22               | Sem cargo político anterior                                                                           | 2 minutos e 8 segundos     |
|              | Joao Bourscheid  |             | PCO         |                  | Jerônimo Collares |                  | PCO              | Sem coligação                                                                                                  | 29               | Sem cargo político anterior                                                                           | Sem tempo                  |
|              | Fernando Estima  |             | PSDB        |                  | Michele Alsina    |                  | UNIÃO            | Por Toda Pelotas Federação PSDB Cidadania, UNIÃO, PP, PSD, PSB, Republicanos, Solidariedade, PODE, DC e Avante | 45               | Sem cargo político anterior                                                                           | 4 minutos e 22 segundos    |

## Disputa ao legislativo
Na eleição de 2024, a regra para o número máximo de candidaturas por partido ou federação mudou: antes era o equivalente a 150% das vagas em disputa e, agora, o número é de 100% + 1 das vagas em disputa. No caso de Pelotas, como as vagas em disputa são 21, o número máximo de candidaturas é 22.
A tabela a seguir apresenta o número de candidaturas em cada Partido e Federação, estando agrupados a partir de coligações na disputa do poder executivo. Lembre-se que a coligação em eleições proporcionais não existe mais no Brasil, sendo demonstrada a coligação majoritária apenas a título de visualização agrupada. As informações foram retiradas das atas de convenções oficiais. A quantidade de candidaturas pode ser alterada até o final do período de registro de candidaturas.
| Coligação ao executivo                     | Partido ou federação | Partido ou federação | Candidaturas   | Candidaturas   | Candidaturas   | Candidaturas   |
| ------------------------------------------ | -------------------- | -------------------- | -------------- | -------------- | -------------- | -------------- |
| Por Toda Pelotas (137 candidatos)          |                      | PSDB-Cidadania       | 22             |                | PSDB           | 19             |
| Por Toda Pelotas (137 candidatos)          |                      | PSDB-Cidadania       | 22             | Cidadania      | 3              |                |
| Por Toda Pelotas (137 candidatos)          |                      | União                | 22             | 22             | 22             | 22             |
| Por Toda Pelotas (137 candidatos)          |                      | PSB                  | 22             | 22             | 22             | 22             |
| Por Toda Pelotas (137 candidatos)          |                      | PSD                  | 22             | 22             | 22             | 22             |
| Por Toda Pelotas (137 candidatos)          |                      | Republicanos         | 22             | 22             | 22             | 22             |
| Por Toda Pelotas (137 candidatos)          |                      | PP                   | 21             | 21             | 21             | 21             |
| Por Toda Pelotas (137 candidatos)          |                      | Solidariedade        | 6              | 6              | 6              | 6              |
| Por Toda Pelotas (137 candidatos)          |                      | Avante               | Sem candidatos | Sem candidatos | Sem candidatos | Sem candidatos |
| Por Toda Pelotas (137 candidatos)          | DC                   |                      | Sem candidatos | Sem candidatos | Sem candidatos | Sem candidatos |
| Por Toda Pelotas (137 candidatos)          | Podemos              |                      | Sem candidatos | Sem candidatos | Sem candidatos | Sem candidatos |
| Nova Frente Popular (42 candidatos)        |                      | FE BRASIL            | 22             |                | PCdoB          | 2              |
| Nova Frente Popular (42 candidatos)        |                      | FE BRASIL            | 22             | PT             | 18             |                |
| Nova Frente Popular (42 candidatos)        |                      | FE BRASIL            | 22             | PV             | 2              |                |
| Nova Frente Popular (42 candidatos)        |                      | PSOL-REDE            | 20             |                | PSOL           | 17             |
| Nova Frente Popular (42 candidatos)        |                      | PSOL-REDE            | 20             | REDE           | 3              |                |
| Pelotas Voltando a Crescer (22 candidatos) |                      | PL                   | 22             | 22             | 22             | 22             |
| Pelotas Voltando a Crescer (22 candidatos) |                      | PRD                  | Sem candidatos | Sem candidatos | Sem candidatos | Sem candidatos |
| Demais partidos (53 candidatos)            |                      |                      |                |                |                |                |
|                                            | MDB                  | 22                   | 22             | 22             | 22             |                |
|                                            | PDT                  | 20                   | 20             | 20             | 20             |                |
|                                            | Novo                 | 11                   | 11             | 11             | 11             |                |
|                                            | PCO                  | Sem candidatos       | Sem candidatos | Sem candidatos | Sem candidatos |                |
| Total                                      | Total                | Total                | 254            | 254            | 254            | 254            |

## Apoios no segundo turno
Após a confirmação do segundo turno entre Marroni e Perondi, os candidatos derrotados, demais políticos e partidos políticos posicionaram-se. Nesta seção há uma relação dos endossos declarados após o primeiro turno:
| Marroni   | Marroni |
| --------- | --- |
| Partidos  | Movimento Democrático Brasileiro                                                                                      |
| Partidos  | Partido Democrático Trabalhista                                                                                       |
| Partidos  | Partido Socialista Brasileiro                                                                                         |
| Políticos | Eduardo Leite, ex-prefeito de Pelotas entre 2013 e 2017 e governador do Rio Grande do Sul desde 2019                  |
| Políticos | Irajá Rodrigues, ex-prefeito de Pelotas entre 1977 e 1982 e entre 1993 e 1997 e candidato derrotado no primeiro turno |
| Políticos | Paula Mascarenhas, prefeita de Pelotas desde 2017                                                                     |
| Políticos | Reginaldo Bacci, candidato derrotado no primeiro turno                                                                |
|           | Césinha, vereador e presidente do PSB de Pelotas                                                                      |

| Neutralidade | Neutralidade                            |
| ------------ | --------------------------------------- |
| Partidos     | Cidadania                               |
| Partidos     | Partido da Social Democracia Brasileira |

| Perondi   | Perondi                           |
| --------- | --------------------------------- |
| Partidos  | Democracia Cristã                 |
| Partidos  | Partido Novo                      |
| Partidos  | Partido Social Democrático        |
| Partidos  | Progressistas                     |
| Partidos  | Republicanos                      |
| Partidos  | Solidariedade                     |
| Partidos  | União Brasil                      |
| Políticos | Daniel Trzeciak, deputado federal |
| Políticos | Luis Carlos Heinze, senador       |

## Resultados

### Prefeitura
| Candidatos      | Candidatos             | 1º Turno 6 de outubro de 2024 | 1º Turno 6 de outubro de 2024 | 2º Turno 27 de outubro de 2024 | 2º Turno 27 de outubro de 2024 |
| Candidatos      | Candidatos             | Votos                         | %                             | Votos                          | %                              |
| --------------- | ---------------------- | ----------------------------- | ----------------------------- | ------------------------------ | ------------------------------ |
|                 | Fernando Marroni (PT)  | 68.443                        | 39,6 / 100,0                  | 87.737                         | 50,4 / 100,0                   |
|                 | Marciano Perondi (PL)  | 54.736                        | 31,7 / 100,0                  | 86.474                         | 49,6 / 100,0                   |
|                 | Fernando Estima (PSDB) | 36.122                        | 20,9 / 100,0                  | —                              | —                              |
|                 | Irajá Rodrigues (MDB)  | 6.785                         | 3,9 / 100,0                   | —                              | —                              |
|                 | Reginaldo Bacci (PDT)  | 6.514                         | 3,8 / 100,0                   | —                              | —                              |
|                 | João Bourscheid (PCO)  | 245                           | 0,1 / 100,0                   | —                              | —                              |
| Votos válidos   | Votos válidos          | 172.845                       | 100,0 / 100,0                 | 174.211                        | 100,0 / 100,0                  |
| Votos válidos   | Votos válidos          | 172.845                       | 91,9 / 100,0                  | 174.211                        | 94,3 / 100,0                   |
| Votos em branco | Votos em branco        | 8.139                         | 4,3 / 100,0                   | 4.947                          | 2,7 / 100,0                    |
| Votos nulos     | Votos nulos            | 7.147                         | 3,8 / 100,0                   | 5.542                          | 3,0 / 100,0                    |
| Comparecimento  | Comparecimento         | 188.131                       | 100,0 / 100,0                 | 184.700                        | 100,0 / 100,0                  |
| Comparecimento  | Comparecimento         | 188.131                       | 75,7 / 100,0                  | 184.700                        | 74,3 / 100,0                   |
| Abstenções      | Abstenções             | 60.500                        | 24,3 / 100,0                  | 63.931                         | 25,7 / 100,0                   |
| Eleitorado apto | Eleitorado apto        | 241.631                       | 100,0 / 100,0                 | 241.631                        | 100,0 / 100,0                  |

#### Zonas Eleitorais

##### 1º Turno
|                                    |                 |                 |                 |                |         |
| 34ª ZE Região Central              | 23 300 (40,99%) | 15 754 (27,62%) | 12 756 (22,37%) | 5 225 (9,16%)  | 57 035  |
| 60ª ZE Região Norte, Leste e Rural | 29 541 (39,00%) | 26 885 (35,49%) | 5 057 (18,83%)  | 37 841 (6,67%) | 75 750  |
| 164ª ZE Região Oeste               | 15 522 (38,75%) | 12 097 (30,20%) | 9 099 (22,71%)  | 3 342 (8,34%)  | 40 060  |
| Total                              | 68 443 (39,60%) | 54 736 (31,67%) | 36 122 (20,90%) | 13 544 (7,84%) | 172 845 |

##### 2º Turno
|                                    |                 |                 |         |
| 34ª ZE Região Central              | 30 817 (54,17%) | 26 077 (45,83%) | 56 894  |
| 60ª ZE Região Norte, Leste e Rural | 36 263 (47,26%) | 40 463 (52,74%) | 76 726  |
| 164ª ZE Região Oeste               | 20 657 (50,89%) | 19 934 (49,11%) | 40 591  |
| Total                              | 87 737 (50,36%) | 86 474 (49,64%) | 174 211 |

#### Regiões e Distritos

##### 2º Turno
|                            |                 |                 |         |
| Areal                      | 12 551 (53,68%) | 10 828 (46,32%) | 23 379  |
| Centro                     | 22 618 (53,65%) | 19 541 (46,35%) | 41 159  |
| Fragata                    | 20 657 (50,89%) | 19 934 (49,11%) | 40 591  |
| Laranjal                   | 3 919 (54,12%)  | 3 322 (45,88%)  | 7 241   |
| São Gonçalo                | 3 158 (61,66%)  | 1 964 (38,34%)  | 5 122   |
| Três Vendas                | 20 804 (47,48%) | 23 016 (52,52%) | 43 820  |
| 2º Distrito Colônia Z3     | 1 069 (63,63%)  | 611 (36,37%)    | 1 680   |
| 3º Distrito Cerrito Alegre | 399 (21,21%)    | 1 482 (78,79%)  | 1 881   |
| 4º Distrito Triunfo        | 200 (16,04%)    | 1 047 (83,96%)  | 1 247   |
| 5º Distrito Cascata        | 630 (40,38%)    | 930 (59,62%)    | 1 560   |
| 6º Distrito Santa Silvana  | 194 (15,46%)    | 1 061 (84,54%)  | 1 255   |
| 7º Distrito Quilombo       | 463 (30,36%)    | 1 062 (69,64%)  | 1 525   |
| 8º Distrito Rincão da Cruz | 254 (26,10%)    | 719 (73,90%)    | 973     |
| 9º Distrito Monte Bonito   | 821 (46,18%)    | 957 (53,82%)    | 1 778   |
| Total                      | 87 737 (50,36%) | 86 474 (49,64%) | 174 211 |

### Câmara
| Resumo (por partido) | Resumo (por partido) | Resumo (por partido) | Resumo (por partido) | Resumo (por partido) | Resumo (por partido) | Resumo (por partido) |
| Partido              | Partido              | Votos                | %                    | %                    | Vereadores           | Vereadores           |
| -------------------- | -------------------- | -------------------- | -------------------- | -------------------- | -------------------- | -------------------- |
|                      | PSD                  | 22.344               | 12,9 / 100,0         | 4,9%                 | 4 / 21               | 2                    |
|                      | Fed. PSDB-Cd         | 21.472               | 12,4 / 100,0         | 7,2%                 | 3 / 21               | 2                    |
|                      | PP                   | 21.057               | 12,2 / 100,0         | 1,7%                 | 3 / 21               | 1                    |
|                      | FE Brasil            | 20.625               | 11,9 / 100,0         | 3,8%                 | 3 / 21               | 1                    |
|                      | União Brasil         | 19.350               | 11,2 / 100,0         | 5,5%                 | 3 / 21               | 2                    |
|                      | PL                   | 17.917               | 10,3 / 100,0         | 7,1%                 | 2 / 21               | 2                    |
|                      | Fed. PSOL REDE       | 15.398               | 8,9 / 100,0          | 1,1%                 | 2 / 21               | 0                    |
|                      | PSB                  | 13.749               | 7,9 / 100,0          | 0,2%                 | 1 / 21               | 0                    |
|                      | MDB                  | 6.538                | 3,8 / 100,0          | 1,2%                 | 0 / 21               | 0                    |
|                      | Republicanos         | 5.593                | 3,2 / 100,0          | 0,4%                 | 0 / 21               | 0                    |
|                      | PDT                  | 5.543                | 3,2 / 100,0          | 3,7%                 | 0 / 21               | 2                    |
|                      | NOVO                 | 3.239                | 1,9 / 100,0          | —                    | 0 / 21               | —                    |
|                      | Solidariedade        | 324                  | 0,2 / 100,0          | 0,1%                 | 0 / 21               | 0                    |
| Votos válidos        | Votos válidos        | 172.868              | 100,0 / 100,0        | —                    | 21 / 21              | 0                    |
| Votos válidos        | Votos válidos        | 172.868              | 91,9 / 100,0         |                      |                      |                      |
| Votos em branco      | Votos em branco      | 9.264                | 4,9 / 100,0          |                      |                      |                      |
| Votos nulos          | Votos nulos          | 5.718                | 3,0 / 100,0          |                      |                      |                      |
| Comparecimento       | Comparecimento       | 188.131              | 100,0 / 100,0        |                      |                      |                      |
| Comparecimento       | Comparecimento       | 188.131              | 75,7 / 100,0         |                      |                      |                      |
| Abstenções           | Abstenções           | 60.500               | 24,3 / 100,0         |                      |                      |                      |
| Eleitorado apto      | Eleitorado apto      | 241.631              | 100,0 / 100,0        |                      |                      |                      |

|                 | Fernando Estima (PSDB) | 103.889 | 60,0 / 100,0  | 14 / 21 |
|                 | Fernando Marroni (PT)  | 36.023  | 20,8 / 100,0  | 5 / 21  |
|                 | Marciano Perondi (PL)  | 17.917  | 10,3 / 100,0  | 2 / 21  |
|                 | Irajá Rodrigues (MDB)  | 6.538   | 3,8 / 100,0   | 0 / 21  |
|                 | Reginaldo Bacci (PDT)  | 5.543   | 3,2 / 100,0   | 0 / 21  |
|                 | Partidos neutros       | 3.239   | 1,9 / 100,0   | 0 / 21  |
| Votos válidos   | Votos válidos          | 172.868 | 100,0 / 100,0 | 21 / 21 |
| Votos válidos   | Votos válidos          | 172.868 | 91,9 / 100,0  |         |
| Votos em branco | Votos em branco        | 9.264   | 4,9 / 100,0   |         |
| Votos nulos     | Votos nulos            | 5.718   | 3,0 / 100,0   |         |
| Comparecimento  | Comparecimento         | 188.131 | 100,0 / 100,0 |         |
| Comparecimento  | Comparecimento         | 188.131 | 75,7 / 100,0  |         |
| Abstenções      | Abstenções             | 60.500  | 24,3 / 100,0  |         |
| Eleitorado apto | Eleitorado apto        | 241.631 | 100,0 / 100,0 |         |